# Sokolniki (Garwolin)
Pour les articles homonymes, voir Sokolniki.
Sokolniki (prononciation : [sɔkɔlˈɲikʲi]) est un village polonais de la gmina de Żelechów dans le powiat de Garwolin de la voïvodie de Mazovie dans le centre-est de la Pologne.
Il se situe à environ 7 kilomètres au sud-ouest de Żelechów (siège de la gmina), 20 kilomètres au sud-est de Garwolin (siège du powiat) et à 75 kilomètres au sud-est de Varsovie (capitale de la Pologne).
Le village possède une population de 129 habitants.

## Histoire
De 1975 à 1998, le village appartenait administrativement à la voïvodie de Siedlce.